# يوجي يامادا
يوجي يامادا (باليابانية: 山田洋次؛ بالكانا: やまだ ようじ) هو كاتب سيناريو وأستاذ جامعي ومخرج ياباني، ولد في 13 سبتمبر 1931 في تويوناكا في اليابان.

## الأعمال

### أفلام
| السنة | الفيلم       | عمل في | عمل في        | عمل في |
| السنة | الفيلم       | أخراج  | كتابة سيناريو | منتج   |
| ----- | ------------ | ------ | ------------- | ------ |
| 2014  | البيت الصغير | نعم    | نعم           | لا     |

## وصلات خارجية
- يوجي يامادا على موقع IMDb (الإنجليزية)
- يوجي يامادا على موقع ميتاكريتيك (الإنجليزية)
- يوجي يامادا على موقع روتن توميتوز (الإنجليزية)
- يوجي يامادا على موقع ألو سيني (الفرنسية)
- يوجي يامادا على موقع تيرنر كلاسيك موفيز (الإنجليزية)
- يوجي يامادا على موقع أول موفي (الإنجليزية)
- يوجي يامادا على موقع قاعدة بيانات الأفلام السويدية (السويدية)
- يوجي يامادا على موقع قاعدة بيانات الفيلم (الإنجليزية)
- يوجي يامادا على موقع ليتربوكسد (الإنجليزية)
- يوجي يامادا على موقع كينوبويسك (الروسية)
- يوجي يامادا على موقع كينوبويسك (الروسية)